# ضانا
ضانا قرية أردنية تقع ضمن لواء بصيرا في محافظة الطفيلة جنوب البلاد، على بعد 180 كم جنوب غرب العاصمة عمّان. يعود إنشاء مبانيها إلى بداية العهد العثماني على بقايا قلعة بيزنطية قديمة. وهي أول قرية تراثية أردنية يتم ترميمها من أجل السياحة. تقع القرية في موقع حيوي على منحدر مطل على وادي عربة وجبال محمية ضانا الطبيعية، أكبر محميات الأردن الطبيعية، والتي تضم 833 نوعًا من النباتات، مشكلّة بذلك 50 بالمائة من مجموع النباتات في البلاد.

## تاريخ

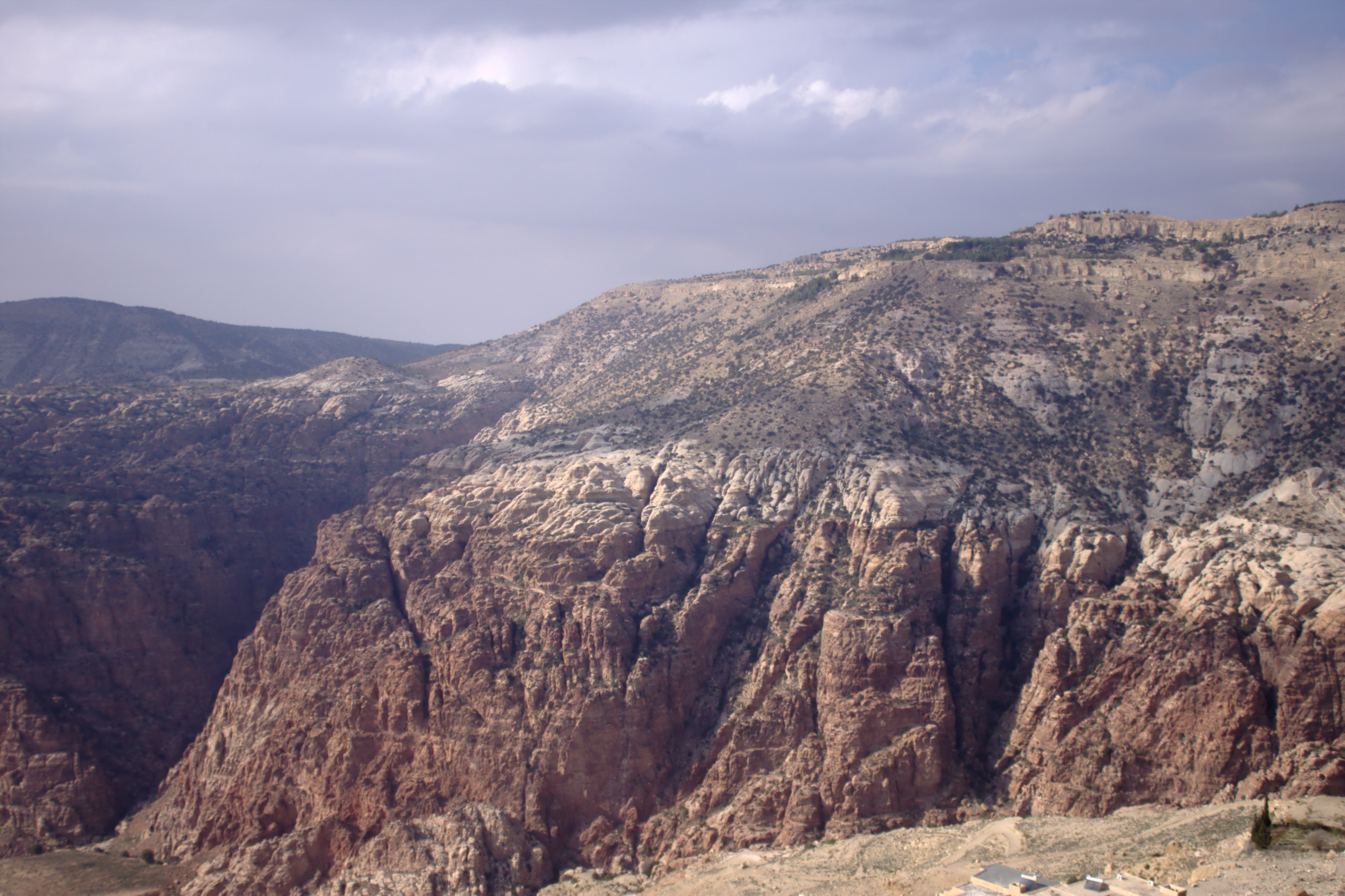
وادي ضانا

كانت القرية مأهولة لفترة طويلة بالسكان منذ أكثر من 500 عام، وكان يقطنها قرابة 300 عائلة. إلا أنهم هجروها في نهاية الستينيات من القرن الفائت بحثًا عن حياة أفضل، حيث أسسوا قرية جديدة هي القادسية الواقعة بالقرب من ضانا على الطريق العام بين الشوبك والطفيلة. بقيت منازل القرية مهجورة قرابة نصف قرن حتى قامت الجمعية الملكية لحماية الطبيعة وبدعم من الوكالة الأمريكية للتنمية الدولية بترميم مبانيها ابتداءا من عام 2011، حيث كلّف المشروع قرابة مليوني دولار أمريكي، والذي استمر حتى عام 2015. حيث تم استملاك المباني المهجورة وتحويلها إلى غرف فندقية وبازارات شرقية ومطاعم ومقاهي إنترنت، لتضم اليوم أكثر من 120 غرفة فندقية وعدد من المرافق السياحية. ولا تزال القرية تشهد عدد من المشاريع التنموية بسبب أهميتها السياحية.

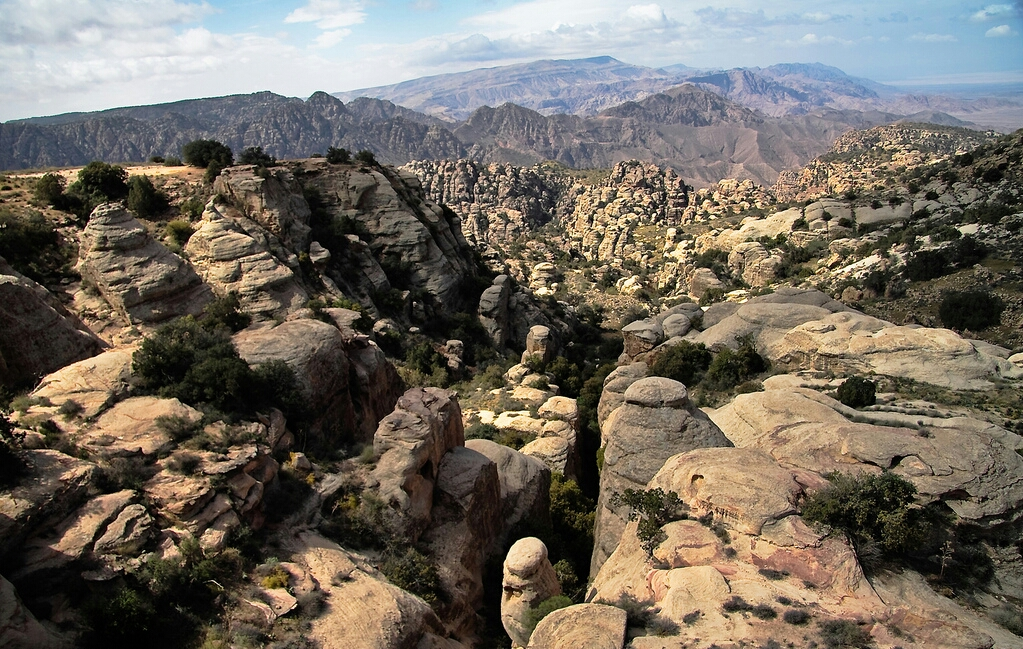
منظر من ضانا

## الطقس
| البيانات المناخية لـضانا          | البيانات المناخية لـضانا | البيانات المناخية لـضانا | البيانات المناخية لـضانا | البيانات المناخية لـضانا | البيانات المناخية لـضانا | البيانات المناخية لـضانا | البيانات المناخية لـضانا | البيانات المناخية لـضانا | البيانات المناخية لـضانا | البيانات المناخية لـضانا | البيانات المناخية لـضانا | البيانات المناخية لـضانا | البيانات المناخية لـضانا |
| الشهر                             | يناير                    | فبراير                   | مارس                     | أبريل                    | مايو                     | يونيو                    | يوليو                    | أغسطس                    | سبتمبر                   | أكتوبر                   | نوفمبر                   | ديسمبر                   | المعدل السنوي            |
| --------------------------------- | ------------------------ | ------------------------ | ------------------------ | ------------------------ | ------------------------ | ------------------------ | ------------------------ | ------------------------ | ------------------------ | ------------------------ | ------------------------ | ------------------------ | ------------------------ |
| متوسط درجة الحرارة الكبرى °م (°ف) | 9.8 (49.6)               | 11.4 (52.5)              | 14.9 (58.8)              | 19.1 (66.4)              | 22.9 (73.2)              | 26.7 (80.1)              | 27.7 (81.9)              | 28.3 (82.9)              | 26.2 (79.2)              | 23.0 (73.4)              | 17.0 (62.6)              | 12.2 (54.0)              | 19.9 (67.9)              |
| متوسط درجة الحرارة الصغرى °م (°ف) | 1.5 (34.7)               | 1.8 (35.2)               | 4.3 (39.7)               | 7.4 (45.3)               | 10.2 (50.4)              | 12.6 (54.7)              | 14.6 (58.3)              | 15.2 (59.4)              | 12.7 (54.9)              | 10.4 (50.7)              | 6.5 (43.7)               | 2.7 (36.9)               | 8.3 (47.0)               |
| الهطول مم (إنش)                   | 72 (2.8)                 | 64 (2.5)                 | 61 (2.4)                 | 20 (0.8)                 | 6 (0.2)                  | 0 (0)                    | 0 (0)                    | 0 (0)                    | 0 (0)                    | 4 (0.2)                  | 24 (0.9)                 | 69 (2.7)                 | 320 (12.6)               |
| المصدر: Climate-data.org          |                          |                          |                          |                          |                          |                          |                          |                          |                          |                          |                          |                          |                          |

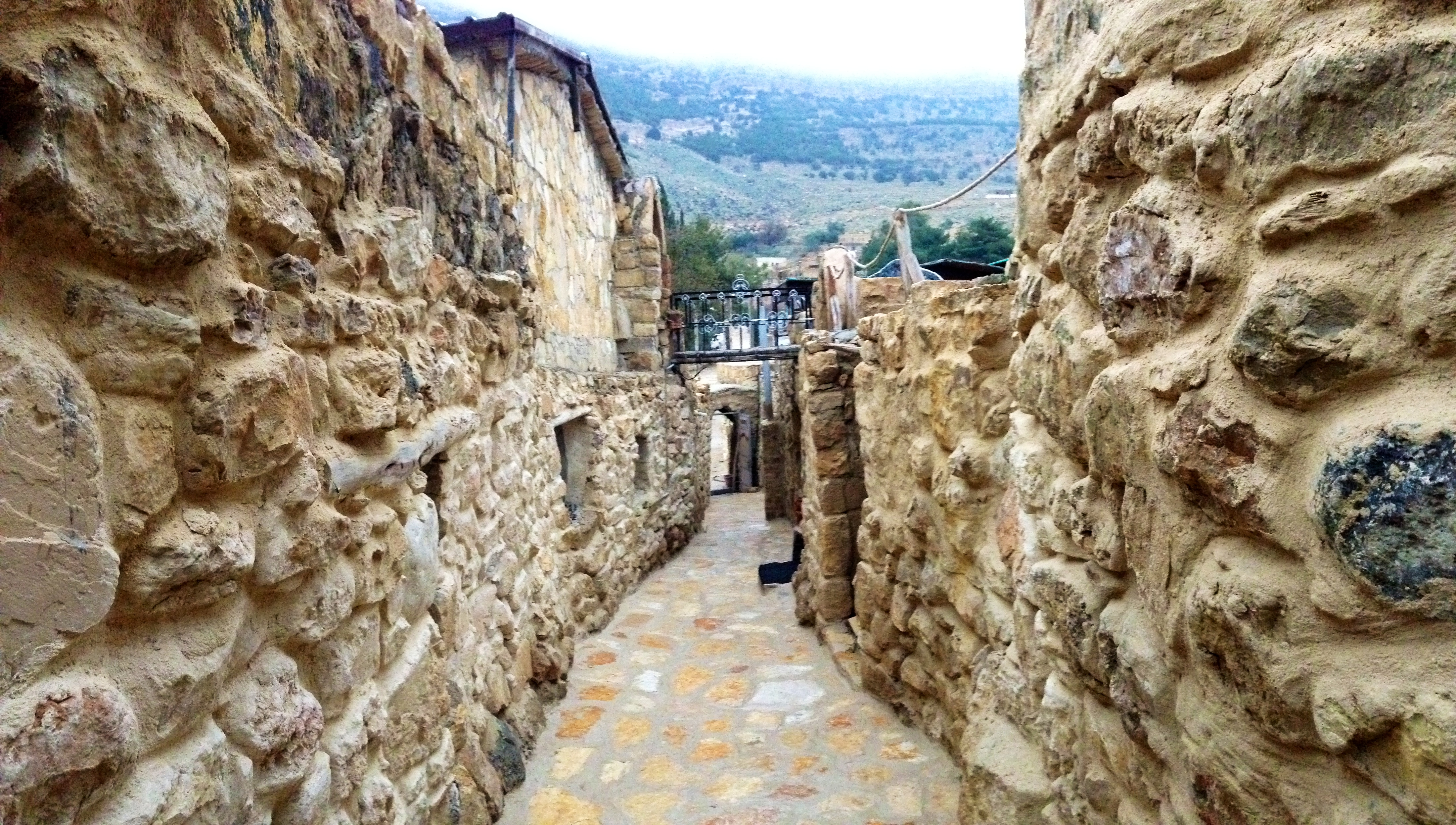
إحدى حارات القرية
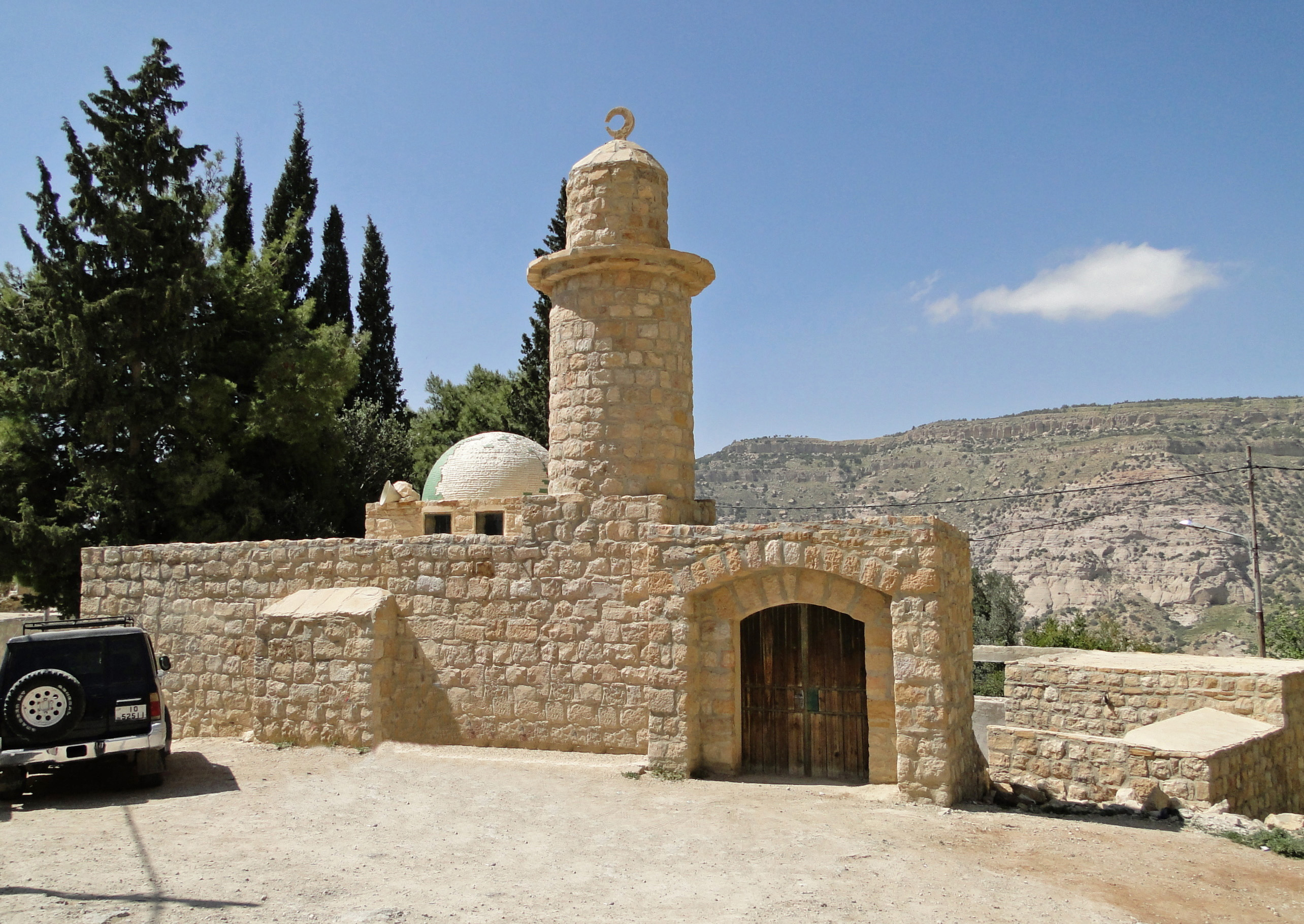
مسجد القرية
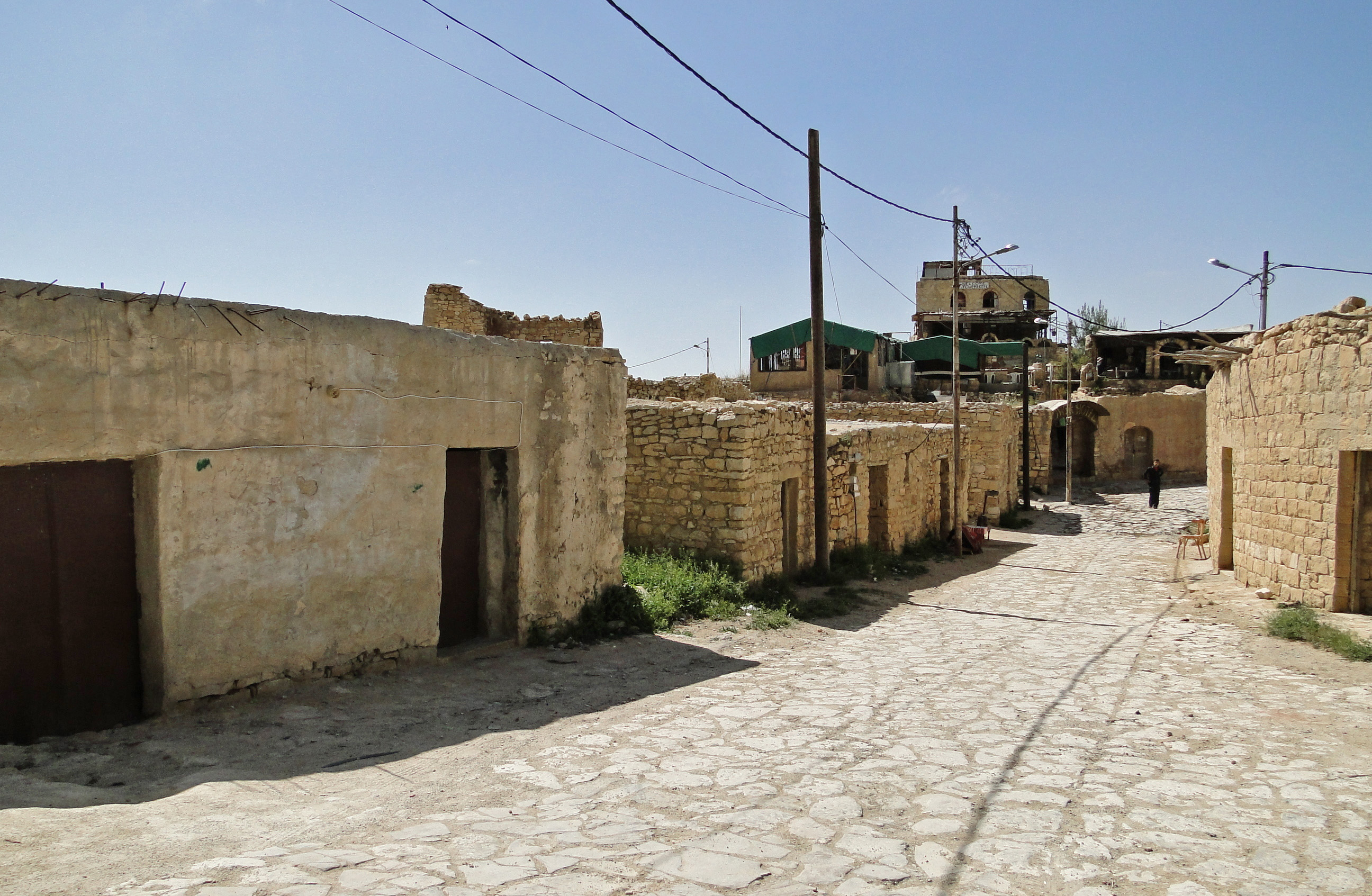
بيوت مرممة تُستخدم كغرف فندقية
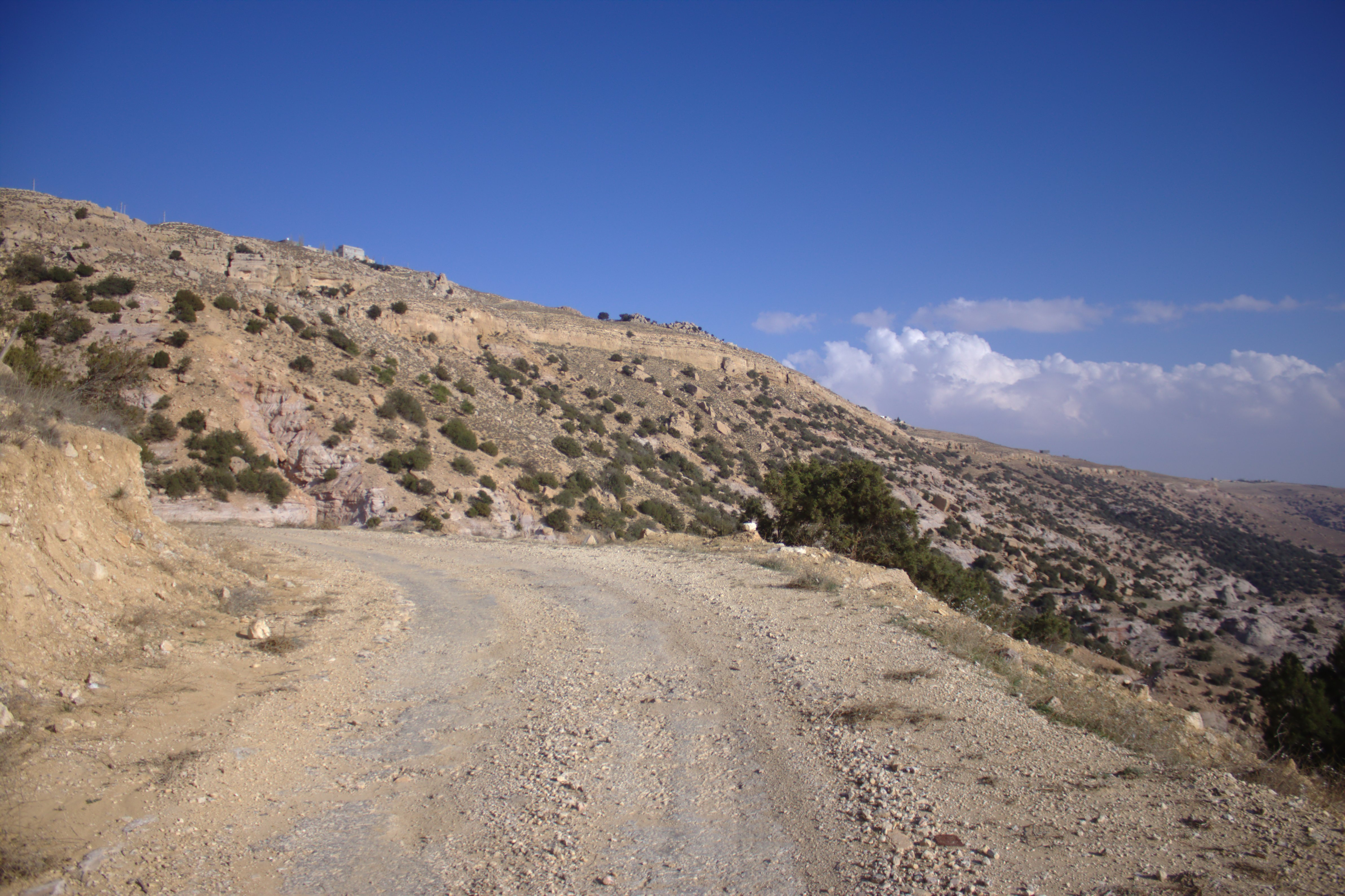
ضانا
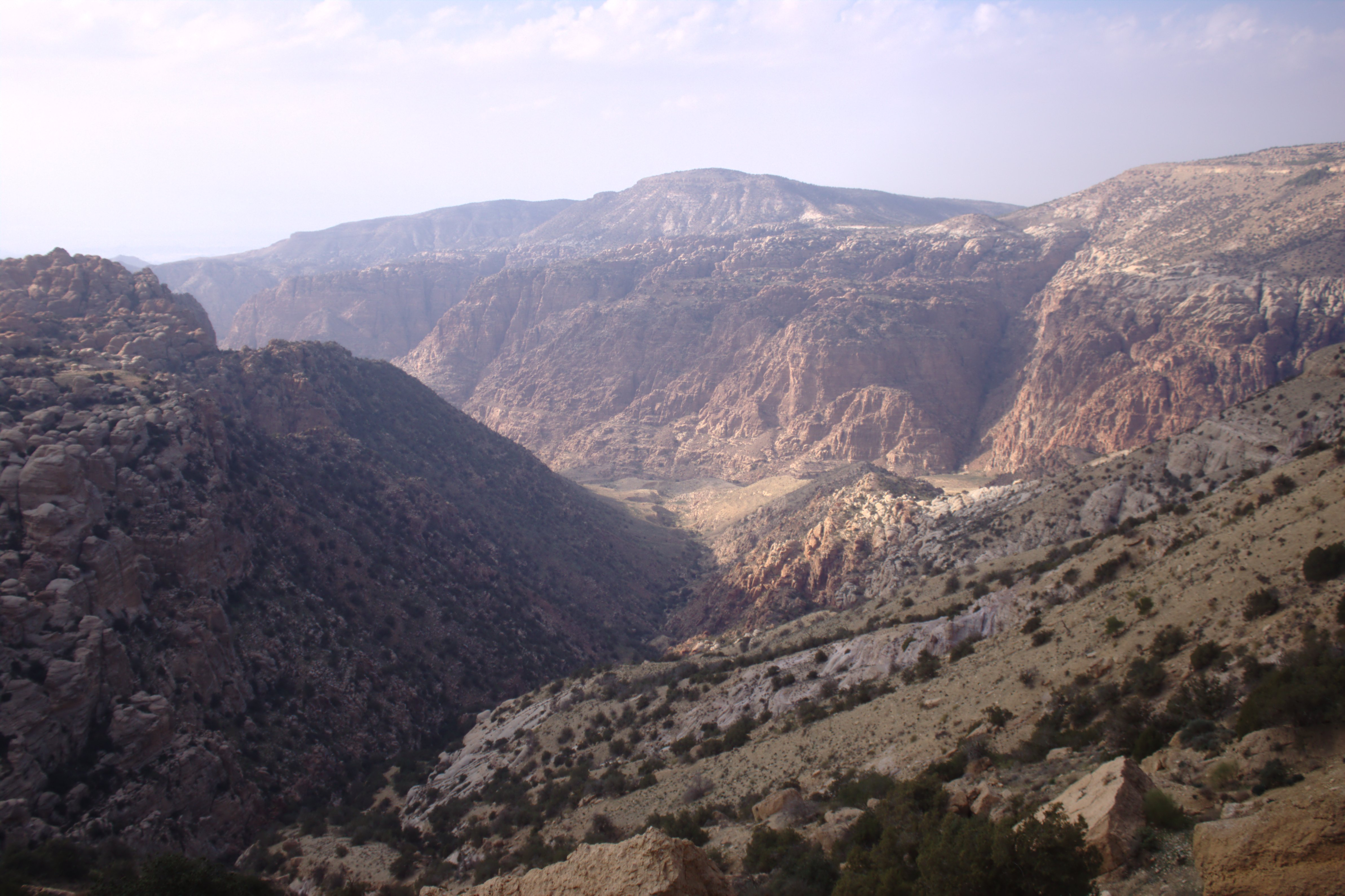
جبال في ضانا
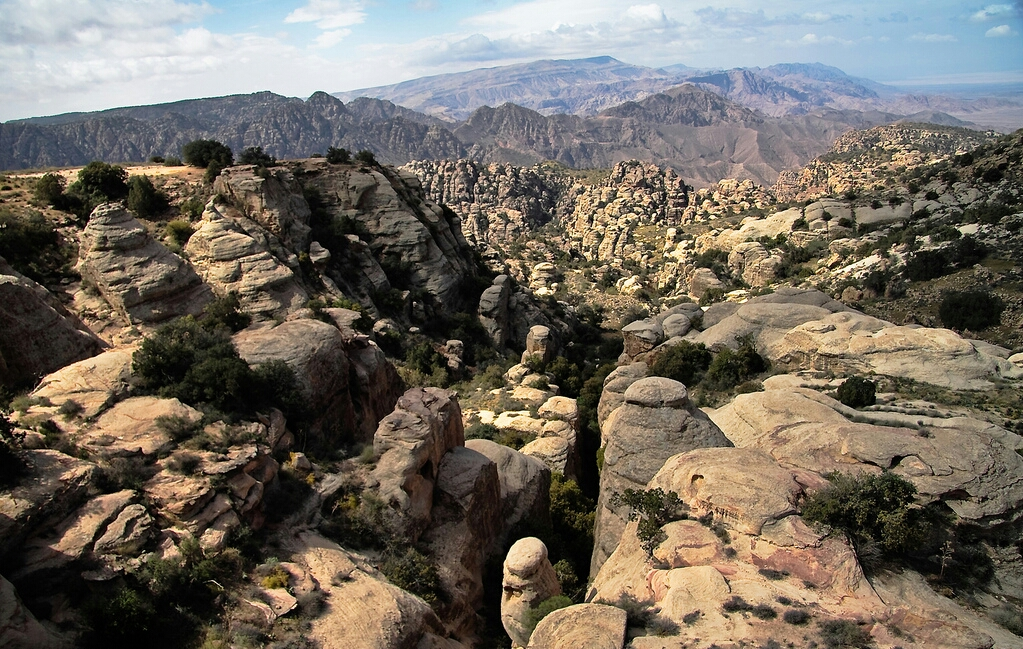
منظر من ضانا في الأردن

## وصلات خارجية
- قرية ضانا على موقع Rough Guides
- جمعية أبناء ضانا التعاونية على فيسبوك